# Drepanocladus
Drepanocladus (Seglmos) er en slægt af mosser med omkring 30 arter i verden, hvoraf seks findes i Danmark. Drepanocladus betyder 'med seglformede grene' (fra græsk drepanon segl, klados gren).
| Danske arter |

- Kærseglmos Drepanocladus aduncus
- Spidsbladet seglmos Drepanocladus longifolius
- Blød seglmos Drepanocladus lycopodioides
- Tæt seglmos Drepanocladus polycarpus
- Stiv seglmos Drepanocladus sendtneri
- Nedsænket seglmos Drepanocladus stagnatus